# Grupo Cultural Desportivo e Recreativo Parque Real
O Grupo Cutural, Desportivo e Recreativo Parque Real é um clube de futebol de aldeia de Cabeça Fundão na Suleste de São Filipe na ilha do Fogo de Cabo Verde em concelho de Santa Catarina do Fogo

## História
O clube fundado em 29 de março de 1964.
O clube comemora na 10ª aniversario em 1974, 25ª aniversario em 1989 e 50ª aniversario em 2014.
Em anos recentes, Parque Real finido segundo em etapa final e jogarado em jogos decisões, o primeiro jogo findio em empate sem golos, Parque Real venceu sobre Grito Povo em 12 de julho e promovido em Primeira Divisão por temporada de 2014-15 e o último clube da ilha promovido em segunda posição em formato com jogos decisões.
Em temporada de 2014-15, Parque real sofreu grandamente, surprisamente Parque Real venceu sobre União de São Lourenço 2-0 em 15 de março. Em tarde, Parque Real sofreu o grande derrota que Parque Real concedado 12 golos (golos) ver Spartak d'Aguadinha em 12 de abril, o último dois rodadas de temporada e relegado direitamente por Segunda Divisao em próxima temporada e hoje continuar em divisão. Parque Real finido em 10a posião, o zona relegação direito, com uma vitória, 6 pontos e 14 derrotas, Parque Real artilheirado 14 gols e soframente concedado 104 golos (gols).  Em primeiro quatros temporadas, Parque Real foi plaçado em Grupo B em por temporadas após 2015-16 at 2017-18 e finido em posições baixas. Em temporada de 2016-17 Parque Real sofreu, todos o jogos foi derrotado e concedado 20 golos (gols). Em temporada de 2018, Parque Real finido com 10 pontos.  Em temporada de 2018-19, Parque Real jogarado em mesmo grupo com clubes baseado em este da ilha, Parque Real finido com 6 pontos.

## Futebol

### Classificações regionais
| Temporada | Div  | Pos | Pts    | J  | V | E | D  | G.M. | G.S. | Diff. |
| 2013-14   | -    | -   | -      | -  | - | - | -  | -    | -    | -     |
| 2013-14   | 3-2  | 2   | 5 pts  | 3  | 1 | 2 | 0  | 4    | 2    | +2    |
| 2014-15   | 2    | 10  | 6 pts  | 18 | 1 | 3 | 14 | 4    | 104  | -90   |
| 2015-16   | 3-1B | 5   | 5 pts  | 7  | 1 | 2 | 4  | 8    | 19   | -11   |
| 2016-17   | 3-1B | 5   | 0 pts  | 7  | 0 | 0 | 7  | 8    | 20   | -12   |
| 2017-18   | 3-1B | 5   | 10 pts | 10 | 3 | 1 | 6  | 13   | 17   | -4    |
| 2018-19   | 3-1B | 4   | 6 pts  | 8  | 2 | 1 | 6  | 9    | 31   | +22   |